# Schönste Bücher der DDR

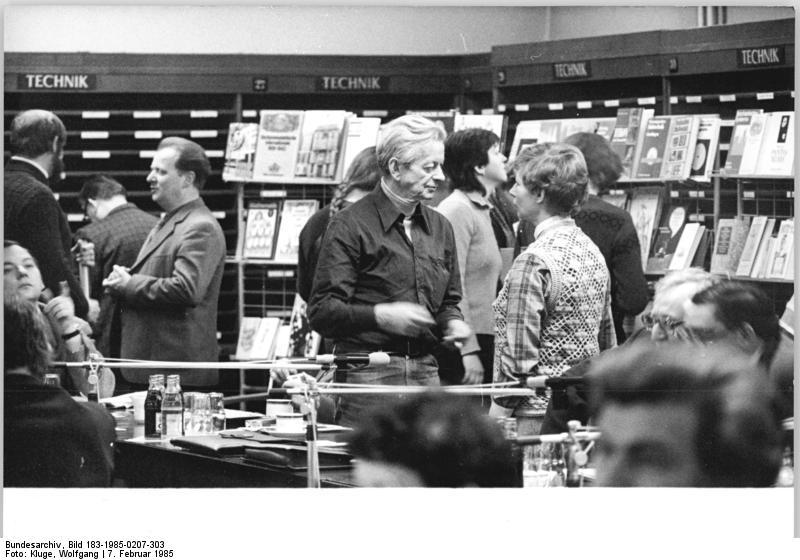
Jury auf der Leipziger Buchmesse (1985), in der Mitte der Vorsitzende Klaus Wittkugel

Die Schönsten Bücher der DDR war eine Auszeichnung für Bücher in der Deutschen Demokratischen Republik von 1952 bis 1989.

## Geschichte
Von 1930 bis 1932 wurden erstmals Die schönsten deutschen Bücher prämiert.
Seit 1952 wurde die Tradition in der DDR wieder aufgenommen, ebenso in der Bundesrepublik. In der DDR wurde der Wettbewerb bis 1989 jährlich vom Börsenverein der Deutschen Buchhändler zu Leipzig mit dem Ministerium für Kultur der DDR veranstaltet. Die Jury tagte traditionell im Januar in der Deutschen Bücherei in Leipzig und beurteilte die Einsendungen der Verlage aus der Produktion des Vorjahres. Z. B. beteiligten sich 1988 59 Verlage mit 242 Titeln, von denen 44 als „Schönste Bücher der DDR“ ausgezeichnet wurden. Die Jury wurde viele Jahre von Albert Kapr geleitet und ab 1986 von Gert Wunderlich. Zur Jury gehörten Vertreter der Pirckheimer-Gesellschaft, des Verbandes Bildender Künstler der DDR, der polygraphischen Industrie, des Buchhandels und des Bibliothekswesens.
Unter den ausgezeichneten Büchern waren vor allem Kunstbände und Kinderbücher, aber auch belletristische, wissenschaftliche und politische Literatur sowie Sachbücher. Bewertet wurden die Buchgestaltung mit Einband und Schutzumschlag, die Illustrationen, außerdem Typografie, drucktechnische und buchbinderische Verarbeitung und ob diese zu einem ästhetisch und inhaltlichen Gesamtwerk verschmolzen wurden.

## 1951 / 1952
- 1 J. Stalin: Werke, Band 6. Dietz Verlag, Berlin.
- 2 Walter Ulbricht: Die gegenwärtige Lage und die neuen Aufgaben der Sozialistischen Einheitspartei Deutschlands. Dietz Verlag, Berlin.
- 3 Enzyklopädie der Union der Sozialistischen Sowjetrepubliken. Verlag Kultur und Fortschritt, Berlin.
- 4 Weltatlas. Verlag Bibliographisches Institut, Leipzig.
- 5 Brehms Tierleben. Verlag Bibliographisches Institut, Leipzig.
- 6 Professor Dr. Robert Kraus: Getriebeaufbau. Verlag Technik, Berlin.
- 7 Johannes R. Becher: Schöne deutsche Heimat. Aufbau-Verlag, Berlin.
- 8 Thomas Mann: Doktor Faustus. Aufbau-Verlag, Berlin.
- 9 Friedrich Hölderlin: Dichtungen. Verlag Rütten & Loening, Berlin.
- 10 A. R. Lesage: Der hinkende Teufel. Dieterich’sche Verlagsbuchhandlung, Leipzig.
- 11 Der gute Held. Märchen der Völker der Sowjetunion. Illustriert von Ingeborg Meyer-Tschesno. Verlag Kultur und Fortschritt, Berlin 1952. 149 S. (2. Aufl. 1954.)

- 12 F. P. von Zglinicki: Ürps, der Erpel. Alfred Holz Verlag, Berlin 1950.  (2. Aufl. 1952).
- 13 Leo N. Tolstoi: Drei Bären. Illustriert von Wladimir Wassiliewitsch Lebedew. Alfred Holz Verlag, Berlin 1951.  6. Aufl. 1968.
- 14 N. Kalma: Kinder des bitteren Paradieses. Illustriert von Hans Baltzer. Kinderbuchverlag, Berlin 1952. 492 S. (2. Aufl. 1954).
- 15 Michail Prischwin: Geheimnisse des Waldes. Illustriert von G. Nikolskij und E. Ratschew. Alfred Holz Verlag, Berlin. 1952. 136 S., (4. Aufl. 1959).
- 16 W. Bianki: Tier-Geschichten. Illustriert von Herbert Thiele. Verlag Neues Leben, Berlin 1951. 221 S., 2. Aufl. 1952.
- 17 Leonardo da Vinci: Tagebücher und Aufzeichnungen. Paul List Verlag, Leipzig.
- 18 Kurt Schwaen: Über Volksmusik und Laienmusik. Dresdner Verlag, Dresden.
- 19 Kurt Wassermann, Fritz Hege: Naumburg. Sachsen-Verlag, Dresden.
- 20 Helmut Drechsler: Uhu-Dämmerung. Neumann-Verlag, Radebeul und Berlin.
- Ernst Wüsten: Die Architektur des Manierismus in England, E. A. Seemann, Leipzig, 1951 (Illustrationen von Conrad Dumann)

## 1953
- 1 J. Stalin: Der Marxismus und die Fragen der Sprachwissenschaft. Dietz Verlag, Berlin.
- 2 W. I. Lenin: Karl Marx. Dietz Verlag, Berlin.
- 3 Otto Grotewohl: Deutsche Kulturpolitik. Verlag der Kunst, Dresden.
- 4 Karl Förster: Blauer Schatz der Gärten. Neumann Verlag, Radebeul.
- 5 Otto Baier: Textilwarenkunde für Verkäufer. Fachbuchverlag, Leipzig.
- 6 Christian Grunert: Knospen und Früchte. Neumann Verlag, Radebeul.
- 7 Manfred Koch, Kurt Herschel: Falter bei Tag und Nacht. Neumann Verlag, Radebeul.
- 8 E. T. A. Hoffmann: Knarrpanti. Verlag Das Neue Berlin, Berlin.
- 9 F. C. Weiskopf: Des Tien Tschien Lied vom Karren. Dietz Verlag, Berlin.
- 10 H. C. Andersen: Sämtliche Märchen und Geschichten. In zwei Bänden. Dieterich’sche Verlagsbuchhandlung, Leipzig.
- 11 Denis Diderot: Erzählungen und Gespräche. Dieterich’sche Verlagsbuchhandlung, Leipzig.
- 12 I. A. Krylow: Fabeln. Aufbau-Verlag, Berlin.
- 13 Johannes R. Becher: Auswahl in 6 Bänden. Aufbau-Verlag, Berlin.
- 14 Das Papageienbuch. Illustriert von Jan Marcin Szaner. Alfred Holz Verlag, Berlin. 1953. 37 S.  (2. Aufl. 1954)
- 15 Hellmut Herda (Hrsg.): Gaben der Völker. Eine Sammlung schönster Volksmärchen. Illustriert von Hilde Köppen, Ursula Wendorff-Weidt, Gerhard Goßmann. Verlag Neues Leben, Berlin 1952. 205 S.
- 16 Peter Jerschow: Gorbunok, das Wunderpferdchen. Illustriert von Ruprecht Haller. Alfred Holz Verlag, Berlin 1953. 125 S.
- 17 Marja Kubasec, Jurij Kubas: Citaja Pisaj! Volk und Wissen Volkseigener Verlag, Berlin.
- 18 Wir lernen lesen. Eine Fibel für die Hilfsschule. Volk und Wissen Volkseigener Verlag, Berlin.
- 19 Hubert Georg Ermisch: Der Dresdner Zwinger. Sachsenverlag, Dresden.
- 20 Werner Neumann: Auf den Lebenswegen Johann Sebastian Bach. Verlag der Nation, Berlin.

## 1953 / 1954
- 1 W. I. Lenin: Zur nationalen Frage. Dietz Verlag, Berlin.
- 2 A. S. Jerussalimski: Die Außenpolitik und die Diplomatie des deutschen Imperialismus Ende des 19. Jahrhunderts. Dietz Verlag, Berlin.
- 3 Ethel und Julius Rosenberg: Briefe aus dem toten Haus. Aufbau-Verlag, Berlin.
- 4 Asiatica. Festschrift Friedrich Weller. Verlag Otto Harrassowitz, Leipzig.
- 5 Walter Richter: Blüten aus Tropenfernen. Neumann-Verlag, Radebeul und Berlin.
- 6 Herbert Hardt: Schöne edle Steine. Verlag Neues Leben, Berlin.
- 7 G. Puschmann: Dampfkraftmaschinen. Fachbuchverlag, Leipzig.
- 8 Siegbert Hummel: Tibetisches Kunsthandwerk in Metall. Verlag Otto Harrassowitz, Leipzig.
- 9 Elisabeth Speer: Quedlinburg. Sachsenverlag, Dresden.
- 10 150 Jahre Berliner Humor. Verlag Das Neue Berlin.
- 11 Lucas Cranach der Ältere. Der Künstler und seine Zeit. Henschelverlag, Berlin.
- 12 Christian Reuter: Schelmuffsky. Aufbau-Verlag, Berlin.
- 13 Eça de Queiroz: Der Mandarin. Aufbau-Verlag, Berlin.
- 14 Lion Feuchtwanger zum 70. Geburtstag. Aufbau-Verlag, Berlin.
- 15 Friedrich Schiller: Gesammelte Werke. Dritter Band. Dramen. Aufbau-Verlag, Berlin.
- 16 Gotthold Ephraim Lessing: Gesammelte Werke. Zweiter Band. Dramen, Dramenfragmente. Aufbau-Verlag, Berlin.
- 17 F. C. Weiskopf: Das Anekdotenbuch. Aufbau-Verlag, Berlin.
- 18 Martin Andersen Nexö: Der Lotterieschwede. Dietz Verlag, Berlin.
- 19 Die schönsten Geschichten aus 1000 und einer Nacht. Insel-Verlag, Leipzig.
- 20 André Maurois: Ariel oder das Leben Shelleys. Insel-Verlag, Leipzig.
- 21 Theodor Fontane: Der Stechlin. Verlag Das Neue Berlin.
- 22 Johann Hermann Detmold: Die Kunst, in drei Stunden ein Kunstkenner zu werden. Verlag Rütten & Loening, Berlin.
- 23 Mark Twain: Tom Sawyers Abenteuer. Illustriert von Eberhard Binder. Verlag Neues Leben, Berlin 1954.  (10. Aufl. 1970).
- 24 James Fenimore Cooper: Wildtöter. Illustriert von Gerhard Goßmann. Verlag Neues Leben, Berlin 1954. 329 S. (6. Aufl. 1969).
- 25 Alex Wedding: Das eiserne Büffelchen. Illustriert von Kurt Zimmermann. 3. verb. Aufl. Verlag Neues Leben, Berlin 1954. 407 S. (11. Aufl. 1963).
- 26 E. T. A. Hoffmann: Nussknacker und Mausekönig. Illustriert von Adrienne Ségur. Kinderbuchverlag Berlin, Berlin 1954. 106 S.
- 27 Jewgenij Tscharuschin: Tierkinder. Zeichnungen und Text. Alfred Holz Verlag, Berlin. 1953. 8 Bl.
- 28 Alexej Tolstoi: Das goldene Schlüsselchen oder Die Abenteuer des Burattino. Illustriert von A. Kanevski. Alfred Holz Verlag, Berlin 1954. 152 S.  (11. Aufl. 1971).
- 29 Die Thesen des christlichen Realismus. Union Verlag, Berlin.
- 30 Das Neue Testament und die Psalmen. Evangelische Hauptbibelgesellschaft, Berlin.

## 1955
- 1 Karl Marx, Friedrich Engels: Manifest der Kommunistischen Partei. Dietz Verlag, Berlin.
- 2 Friedrich Engels: Die Entwicklung des Sozialismus von der Utopie zur Wissenschaft. Dietz Verlag, Berlin.
- 3 Wilhelm Pieck. Schriftsteller und Künstler zu seinem 80. Geburtstag. Aufbau-Verlag, Berlin.
- 4 Richard Hamann: Die Abteikirche von St. Gilles und ihre künstlerische Nachfolge. Akademie-Verlag, Berlin.
- 5 O. Heinisch: Samenatlas der wichtigsten Futterpflanzen und ihrer Unkräuter. Deutscher Bauernverlag, Berlin.
- 6 Fritz Löffler: Das alte Dresden. Sachsenverlag, Dresden.
- 7 Albert Kapr: Deutsche Schriftkunst. Verlag der Kunst, Dresden.
- 8 Ernst Schälow: Es blüht in den Dolomiten. Neumann Verlag, Radebeul.
- 9 Hermann Walter Kaden: Kartographie. Fachbuchverlag, Leipzig.
- 10 Walther Scheidig: Die Holzschnitte des Petrarca-Meisters. Henschelverlag, Berlin.
- 11 Ernst Barlach: Taschenbuch-Zeichnungen. Insel-Verlag, Leipzig.
- 12 Mittelalterliche Bildwerke aus Thüringer Dorfkirchen. Verlag der Kunst, Dresden.
- 13 Ludwig Richter: Frühe Zeichnungen (1825 bis 1826). Verlag der Kunst, Dresden.
- 14 Karl Römpler: Wilhelm Leibl. Verlag der Kunst, Dresden.
- 15 Charles White, ein Künstler Amerikas. Verlag der Kunst, Dresden.
- 16 Theo Piana: Weimar, die Stätte klassischer Tradition. Volksverlag, Weimar.
- 17 Thomas Mann: Gesammelte Werke in Zwölf Bänden. Aufbau-Verlag, Berlin.
- 18 Bertolt Brecht: Stücke I–IV. Aufbau-Verlag, Berlin.
- 19 Heinrich von Kleist: Gesammelte Werke in vier Bänden. Aufbau-Verlag, Berlin.
- 20 Carlo Collodi: Pinocchios Abenteuer.Illustriert von Werner Klemke. Aufbau-Verlag, Berlin 1955. (3. Auflage. 1960)
- 21 La Fontaine: Fabeln. Aufbau-Verlag, Berlin.
- 22 Adam Mickiewicz: Pan Tadeusz oder der letzte Eintritt in Litauen. Aufbau-Verlag, Berlin.
- 23 Zehn Jahre – ein Almanach. Aufbau-Verlag, Berlin.
- 24 Ein kurzweiliges Lesen von Till Eulenspiegel. Eulenspiegel-Verlag, Berlin.
- 25 Johann Wolfgang Goethe: Römische Elegien. Verlag der Nation, Berlin.
- 26 Theodor Fontane: Werke in Einzelausgaben. Band I und II. Verlag Das Neue Berlin
- 27 E. T. A. Hoffmann: Berliner Novellen. Verlag Das Neue Berlin, Berlin.
- 28 Gerhard Stübe: Das große Beispiel. Verlag Das Neue Berlin, Berlin.
- 29 Charles Dickens: Dombey & Sohn. Rütten & Loening, Berlin.

- 30 Johannes von Saaz: Der Ackermann und der Tod. Union Verlag, Berlin.
- 31 Pablo Neruda: Die Trauben und der Wind. Volk und Welt, Berlin.
- 32 Michael Gold: Charlie Chaplins Parade. Illustriert von Bert Heller. Alfred Holz Verlag, Berlin 1955, .
- 33 Sergej Michalkow: Der Löwe und der Hase. Illustriert von Werner Klemke, Alfred Holz Verlag, Berlin 1955, .
- 34 Willi Meinck: Die seltsamen Abenteuer des Marco Polo. Illustriert von Hans Mau. Kinderbuchverlag Berlin, Berlin 1955.  (16. Auflage 1978)
- 35 Ludwig Renn: Trini. Die Geschichte eines Indianerjungen. Illustriert von Kurt Zimmermann. Kinderbuchverlag Berlin 1955.  (21. Auflage. 1977)
- 36 Die Wunderblume und andere Märchen der Völker der Sowjetunion. Illustriert von Gerhard Goßmann. Verlag Kultur und Fortschritt, Berlin 1955.  (13. Auflage 1969)
- 37 Carlos Luis S. Fallas: Marcos Ramirez. Illustriert von Eberhard Binder. Verlag Neues Leben, Berlin 1955
- 38 Werner Legere: Unter Korsaren verschollen. Illustriert von Gerhard Goßmann. Verlag Neues Leben, Berlin 1955.  (= Spannend erzählt, 14) (8. Auflage 1971)
- 39 Mark Twain: Die Abenteuer des Huckleberry Finn. Illustriert von Eberhard Binder. Verlag Neues Leben, Berlin 1955.  (8. Auflage 1969)
- 40 Fritz Erpenbeck: Wilhelm Pieck – ein Lebensbild. Freundesgabe des VEB Offizin Andersen Nexö, Leipzig.
- 41 Zum Schillerjahr 1955. Ingenieurschule Otto Grotewohl, Leipzig.
- 42 Friedrich Schiller. Die Bürgschaft. Philipp Reclam jun., Leipzig.
- 43 Johann Wolfgang von Goethe: Myrons Kuh. Privatdruck Hans Joachim Walch.
- 44 G. M. Malenkow: Rede auf der Trauerkundgebung in Moskau zu Ehren des Gedenkens an Josef Wissarionowitsch Stalin. Hochschule für Grafik und Buchkunst, Leipzig.
- 45 Friedrich Schiller. An die Freude. Hochschule für Grafik und Buchkunst, Leipzig.

## 1956
- 1 Meißner Porzellan des 18. Jahrhunderts. 1710–1750. Verlag der Kunst, Dresden.
- 2 Tadeusz Kulisiewicz: Zeichnungen zum Kaukasischen Kreidekreis. Henschelverlag, Berlin.
- 3 Wolfgang Balzer: Dresdner Galerie. E. A. Seemann, Buch- und Kunstverlag, Leipzig.
- 4 Ch’i Po-shih: Farbige Pinselzeichnungen. Insel-Verlag, Leipzig.
- 5 Jahrbuch zur Pflege der Künste. 4. Folge. Wolfgang Jess Verlag, Dresden.
- 6 Hans F. Secker: Julius Bretz. Verlag der Kunst, Dresden.
- 7 Otto Kohl und Gerhard Felsmann: Atlas des gestirnten Himmels für das Äquinoktium 1950. Akademie-Verlag, Berlin.
- 8 Eberhard Hempel: Gaetano Chiaveri. Wolfgang Jess Verlag, Dresden.
- 9 Otto Schubert: Gesetz der Baukunst. 2 Bände. E. A. Seemann, Buch- und Kunstverlag, Leipzig.
- 10 K. W. Sachnowski: Stahlbetonkonstruktionen. Verlag Technik, Berlin.
- 11 Robert Kraus: Getriebelehre. Band III Maßbestimmung. Verlag Technik, Berlin.
- 12 Friedrich Riesz, Bela Sz.-Nagy: Vorlesungen über Funktionalanalysis. Verlag der Wissenschaften, Berlin.
- 13 Friedrich Adolph Wilhelm Diesterweg: Sämtliche Werke, Band I. Volk und Wissen Volkseigener Verlag, Berlin.
- 14 G. Friedrich u. a.: Der Obstbau. Neumann Verlag, Radebeul.
- 15 Reinhard Walde: Schreibmöbel. Fachbuchverlag, Leipzig.
- 16 Edith Rothe: Das Kirchenjahr. Union Verlag, Berlin.
- 17 Erna Hedwig Hofmann: Capella Sanctae Crucis. Union Verlag, Berlin.
- 18 Lilo Hardel: Otto und der Zauberer Faulebaul. Illustriert von Ingeborg Friebel. Kinderbuchverlag Berlin 1956. (2. Auflage. 1959)
- 19 Suzanne Boland: Kapitän Pat.Illustriert von Josette Boland. Alfred Holz Verlag, Berlin 1956 <!-' .
- 20 Harry Trommer: Der stolze Schmetterling und andere afrikanische Geschichten. Illustriert von Eberhard Binder. Verlag Neues Leben, Berlin 1956.
- 21 Das Goldene Zelt. Kasachische Volksepen und Märchen. Illustriert von Gerhard Goßmann. Verlag Kultur und Fortschritt, Berlin 1956. (2. Auflage. 1961)
- 22 Johann Wolfgang von Goethe: Reinecke Fuchs. Volksverlag, Weimar.
- 23 Heinrich Heine: Deutschland – ein Wintermärchen. Verlag Philipp Reclam jun., Leipzig
- 24 Louis Fürnberg: Das wunderbare Gesetz. Dietz Verlag, Berlin.
- 25 Shakespeare: Sämtliche Werke in drei Bänden. Aufbau-Verlag, Berlin.
- 26 Wilhelm Hauff: Mitteilungen aus den Memoiren des Satans. Verlag Das Neue Berlin, Berlin.
- 27 Christian Fürchtegott Gellert: Fabeln. Aufbau-Verlag, Berlin.
- 28 Hugo von Hofmannsthal: Gedichte und kleine Dramen. Insel-Verlag, Leipzig.

- 29 Panther Books (Reihe).
  - Gwyn Thomas: All Things Betray Thee.
  - Ralph de Boissiere: Crown Jewel. Paul List Verlag, Leipzig.
- 30 Sammlung Dieterich
  - Englische Gedichte aus sieben Jahrhunderten. Dieterichsche Verlagsbuchhandlung, Leipzig.
  - Adalbert Stifter: Gesammelte Erzählungen in drei Bänden. Dieterichsche Verlagsbuchhandlung, Leipzig.
  - Nathaniel Hawthorne: Der scharlachrote Buchstabe. Dieterichsche Verlagsbuchhandlung, Leipzig.
- 31 Martin Selber: Die Knechtschronik. Verlag Das Neue Berlin
- 32 Denis Diderot: Mystifikation oder die Porträtgeschichte. Aufbau-Verlag, Berlin.
- 33 Bodo Uhse: Tagebuch aus China. Aufbau-Verlag, Berlin.
- 34 Paul Eluard: Vom Horizont eines Menschen zum Horizont aller Menschen. Verlag der Nation, Berlin.
- 35 Die Geschichte von Aucassin und Nicolette. Insel-Verlag, Leipzig.
- 36 Karl-Heinz Wichmann: Trostgärtlein für Bücherfreunde. Offizin Andersen Nexö, Leipzig.
- 37 Andreas Brylka: Von A bis Z – für kleine Leser. Hochschule für Grafik und Buchkunst, Leipzig

- (?) Lew Kassil und Maks Poljanovskij: Die Straße des jüngsten Sohnes. Illustriert von Hans Baltzer. Kinderbuchverlag Berlin, Berlin 1956. [2]

## 1957
- 1 Hermann Hesse: Narziß und Goldmund. Aufbau-Verlag, Berlin.
- 2 Leonhard Frank: Gesammelte Werke in sechs Bänden. Aufbau-Verlag, Berlin.
- 3 I. M. Ryshik und I. S. Gradstein: Summen-, Produkte- und Integral-Tafeln. Verlag der Wissenschaften, Berlin.
- 4 Clara Zetkin: Über Jugenderziehung. Dietz Verlag, Berlin.
- 5 Jörg Wickram: Das Rollwagenbüchlein. Eulenspiegel-Verlag, Berlin.
- 6 Albert Kapr: Johann Neudörffer d. Ä. – der große Schreibmeister der deutschen Renaissance. Verlag Otto Harrassowitz, Leipzig.
- 7 Günther Schulemann: Geschichte der Dalai Lamas. Verlag Otto Harrassowitz, Leipzig.
- 8 Alex Wedding: Leuchtende Schätze aus der Werkstatt Jung Pao-Dsai. Mit 23 Offsetreproduktionen nach Farbholzschnitten von Ch'i Pai-shih, Chang Ta-ch'ien. Hsü Yen-sun und anderen chinesischen Malern. Alfred Holz Verlag, Berlin 1957. (7. Auflage 1975)
- 9 André Verdet: Der Vogel Tyo und das Stauwerk.Illustriert von Suzanne Boland. Alfred Holz Verlag, Berlin 1957.
- 10 Ricarda Huch: Der Dreißigjährige Krieg. In zwei Bänden. Insel-Verlag Anton Kippenberg, Leipzig.
- 11 Robert Oertel: Frühe italienische Tafelbilder. Insel-Verlag Anton Kippenberg, Leipzig.
- 12 Die Räuber vom Liang Schan Moor. Insel-Verlag Anton Kippenberg, Leipzig.
- 13 Federico Garcia Lorca: Die dramatischen Dichtungen. Insel-Verlag Anton Kippenberg, Leipzig.
- 14 Samuil Marschak: Das Katzenhaus. Ein Märchen in Versen. Illustriert von Erich Gürtzig. Kinderbuchverlag Berlin 1957.  (7. Auflage 1976)
- 15 Francis Mazière: Parana, der kleine Indianer. Fotos von Dominique Darbois. Kinderbuchverlag Berlin 1957.
- 16 John Galsworthy: Die Forsyte Saga. Paul List Verlag, Leipzig.
- 17 Hans Frey: Das Aquarium von A bis Z. Neumann Verlag, Radebeul.
- 18 Wladimir Majakowski: Ich will – meine Feder ins Waffenverzeichnis.Verlag Philipp Reclam jun., Leipzig.
- 19 Josef Hegenbarth: Zeichnungen zu fünf Shakespeare-Dramen. Verlag Rütten & Loening, Berlin.
- 20 Hed Wimmer: Provence. Sachsenverlag, Dresden.
- 21 Fritz Kühn: Eisen und Stahl. E. A. Seemann, Buch- und Kunstverlag, Leipzig.
- 22 Johann Wolfgang von Goethe: Alexis und Dora. E. A. Seemann, Buch- und Kunstverlag, Leipzig.
- 23 Johannes Jahn: Rembrandt. E. A. Seemann, Buch- und Kunstverlag, Leipzig.
- 24 Die XVI. Olympischen Spiele in Melbourne 1956. Sport Verlag, Berlin.
- 25 Hans F. Secker: Diego Rivera. Verlag der Kunst, Dresden.
- 26 John Berger: Renato Guttuso. Verlag der Kunst, Dresden.
- 27 Geschichte der russischen Kunst, Band I. Verlag der Kunst, Dresden.
- 28 Herman Flesche: Tilman Riemenschneider. Verlag der Kunst, Dresden.
- 29 Gerhart Ziller: Frans Masereel. Verlag der Kunst, Dresden.
- 30 Werner Timm: Albrecht Dürer – Die Randzeichnungen zum Gebetbuch Kaiser Maximilians. Verlag der Kunst, Dresden.
- 31 Ssun-ds’: Traktat über die Kriegskunst. Verlag des Ministeriums für Nationale Verteidigung, Berlin.
- 32 Georg Maurer: Lob der Venus – Sonette. Verlag der Nation, Berlin.
- 33 Karl Böhm und Rolf Dörge: Gigant Atom. Illustriert von Eberhard Binder. Verlag Neues Leben, Berlin 1957.  (5. Auflage 1960).
- 34 Daniel Defoe: Robinson Crusoe. Illustriert von Gerhard Goßmann. Verlag Neues Leben, Berlin 1957.  (9. Auflage. 1978).
- 35 A. A. Schakoschnikow: Elektronen und Ionenröhren. Verlag Technik, Berlin.
- 36 A. S. Kasatkin und andere: Elektrotechnik. Verlag Technik, Berlin.
- 37 Wollen Sie mit uns lachen? Verlag Volk und Welt, Berlin.
- 38 Wladimir Majakowski: Gut und schön – ein Oktoberpoem. Verlag Volk und Welt, Berlin.
- 39 Kurt Tucholsky: Ausgewählte Werke (4 Bände). Verlag Volk und Welt, Berlin.
- 40 Michał Nawka: Klepam, klepam piščalcu (Ich klopfe, klopfe ein Pfeifchen). Volk und Wissen, Berlin.
- 41 Franz Dingelstedt: Gutenbergs Tod. Offizin Andersen Nexö, Leipzig.
- 42 Johann Wolfgang von Goethe: Alexis und Dora. Deutscher Buch-Export und -Import, Leipzig.
- 43 Bertolt Brecht: Gedichte. Hochschule für Grafik und Buchkunst, Leipzig.
- 44 Walt Whitman: Gedichte aus den Grashalmen. Studienarbeit, Hochschule für Grafik und Buchkunst, Leipzig.
- 45 Anstand im Abstand – Regeln des Anstands und der Höflichkeit aus vergangener Zeit. Studienarbeit, Hochschule für Grafik und Buchkunst, Leipzig.
- 46 Kalidasa: Der Kreis der Jahreszeiten. Institut für Buchgestaltung an der Hochschule für Grafik und Buchkunst, Leipzig.

## 1958
- 1 Jean Paul: Flegeljahre. Aufbau-Verlag, Berlin.
- 2 Günther Weisenborn: Memorial. Aufbau-Verlag, Berlin.
- 3 Giovanni Boccaccio: Das Dekameron. Aufbau-Verlag, Berlin.
- 4 Michał Bałucki: Der Herr Bürgermeister von Pipidowka. Aufbau-Verlag, Berlin.
- 5 E. T. A. Hoffmann: Poetische Werke in sechs Bänden. Aufbau-Verlag, Berlin.
- 6 Henri Alleg: Die Folter. Aufbau-Verlag, Berlin.
- 7 Wolfgang Henze: Ornament, Dekor und Zeichen. Verlag der Kunst, Dresden.
- 8 Wort und Gestalt. Verlag der Kunst, Dresden.
- 9 Wolfgang Balzer: Der französische Impressionismus. Verlag der Kunst, Dresden.
- 10 Anneliese Lerski: Der Mensch – mein Bruder. Verlag der Kunst, Dresden.
- 11 Erhard Frommhold: Hans und Lea Grundig. Verlag der Kunst, Dresden.
- 12 Buchkunst. Dritter Band. Verlag der Kunst, Dresden.
- 13 Paul Vaillant-Couturier: Vom armen Eselchen und dem dicken Schwein. Illustriert von Ruprecht Haller. Kinderbuchverlag Berlin, Berlin 1958.
- 14 Fred Rodrian: Das Wolkenschaf. Illustriert von Werner Klemke. Kinderbuchverlag Berlin, 1958.  (11. Auflage. 1979).
- 15 Willi Meinck: Die rote Perle. Illustriert von Hans Baltzer. Kinderbuchverlag Berlin 1958.  (3. Auflage. 1965).
- 16 Die schönsten Geschichten aus 1001 Nacht. Mit 12 Farbtafeln. Kinderbuchverlag Berlin 1958.  (2. Auflage. 1958).
- 17 Auswahl deutscher Gedichte. Insel-Verlag, Leipzig.
- 18 Alain-René Lesage: Die Gedichte des Gil Blas von Santillana. Insel-Verlag, Leipzig.
- 19 Jörg Wickram: Das Rollwagenbüchlein. Insel-Verlag, Leipzig.
- 20 Das Gilgamesch-Epos. Insel-Verlag, Leipzig.
- 21 Karl Marx / Friedrich Engels: Werke. Band 1. Dietz Verlag, Berlin.
- 22 Louis Fürnberg / Kuba: Weltliche Hymne – ein Poem auf den großen Oktober. Dietz Verlag, Berlin.
- 23 Statut der Sozialistischen Einheitspartei Deutschlands. Dietz Verlag, Berlin.
- 24 Sergej Prokofjew: Peter und der Wolf. Illustriert von Frans Haacken. Alfred Holz Verlag, Berlin 1958.  (9. Auflage. 1979).
- 25 Sándor Petöfi: Held János. Illustriert von János Kass. Alfred Holz Verlag, Berlin 1958.
- 26 Mulk Raj Anand: Indische Märchen. Illustriert von Bert Heller. Alfred Holz Verlag, Berlin.1958.
- 27 Karl Helbig: Von Mexiko bis zur Mosquitia. F. A. Brockhaus Verlag, Leipzig.
- 28 Kurt Klingner: Länder am Nil. F. A. Brockhaus Verlag, Leipzig.
- 29 Hermann Schumann: Metallographie. Fachbuchverlag, Leipzig.
- 30 Albert Kapr: ABC – Fundament zum rechten Schreiben. Fachbuchverlag, Leipzig.
- 31 Voltaire: Candide oder der Optimismus. Rütten & Loening, Berlin.
- 32 Sebastian Brant: Das Narrenschiff. Rütten & Loening, Berlin.
- 33 Hein Wenzel: Watten und Halligen. Sachsenverlag, Dresden.
- 34 Georg Piltz: Franken. Kunst einer Landschaft. Sachsenverlag, Dresden.
- 35 Albrecht Goes: Der Gastfreund. Union Verlag, Berlin.
- 36 Alte deutsche Legenden. Union Verlag, Berlin.
- 37 Slang – eine Auswahl Lyrik und Prosa. Verlag des Ministeriums für Nationale Verteidigung, Berlin.
- 38 Kurt Zimmermann: Sozialistische Grafik. Verlag des Ministeriums für Nationale Verteidigung, Berlin.
- 39 Edith Rimkus / Horst Beseler: Verliebt in Berlin – ein Tagebuch in Bildern und Worten. Verlag Neues Leben, Berlin.
- 40 James Krüss: Die glücklichen Inseln hinter dem Winde. Illustriert von Eberhard Binder. Verlag Neues Leben, Berlin 1958.
- 41 Wolfgang Fuggers Schreibbüchlein. Otto Harrassowitz, Leipzig.
- 42 Charlotte Brontë: Jane Eyre. Paul List Verlag, Leipzig.
- 43 Walter Richter: … Die schönsten aber sind Orchideen. Neumann Verlag, Radebeul.
- 44 E. T. A. Hoffmann: Das Fräulein von Scuderi. Verlag Philipp Reclam jun., Leipzig.
- 45 I. N. Bronstein und K. A. Semendjajew: Taschenbuch der Mathematik für Ingenieure und Studenten der Technischen Hochschulen. B. G. Teubner Verlagsgesellschaft, Leipzig.
- 46 Karl Velhagen und Mitarbeiter: Der Augenarzt. Band I. Georg Thieme, Leipzig.
- 47 Weimarer Taschenausgaben Goethe (4 Bände). Volksverlag Weimar.
- 48 Hans-Werner Grohn: Vincent van Gogh. E. A. Seemann, Buch- und Kunstverlag, Leipzig.
- 49 Bertolt Brecht: Gedichte und Geschichten. Volk und Wissen, Berlin.
- 50 Denis Diderot: Die Nonne. Verlag Volk und Welt, Berlin.
- 51 Die Schriftproben des VEB Offizin Andersen Nexö. 1. Nachtrag. Offizin Andersen Nexö, Leipzig.
- 52 Johann Peter Hebel: Aus dem Schatzkästlein des rheinischen Hausfreundes. Offizin Andersen Nexö, Leipzig.
- 53 Friedensmanifest der Kommunistischen und Arbeiterparteien. Horst Wolf, Hochschule für Grafik und Buchkunst, Leipzig.
- 54 Louize Labé: Die Liebesgedichte einer schönen Lyoneser Seilerin. Studienarbeit, Hochschule für Grafik und Buchkunst, Leipzig.
- 55 Gertraude Lippold-Hässig: Bernardo Bellotto genannt Canaletto. Deutscher Buch-Export und -Import, Leipzig.

## 1959

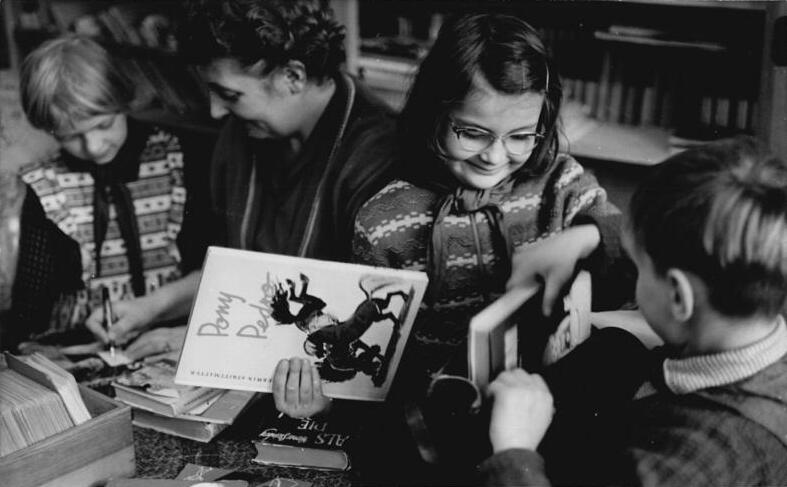
Kinder mit dem Buch Pony Pedro

- 1 Des Sieges Gewißheit. Aufbau-Verlag, Berlin.
- 2 Walter Ulbricht: Dem Dichter des neuen Deutschlands Johannes R. Becher. Aufbau-Verlag, Berlin.
- 3 Gerhard Kiesling: Albanien. F. A. Brockhaus Verlag, Leipzig.
- 4 Planck-Festschrift. Deutscher Verlag der Wissenschaften, Berlin.
- 5 Otto Grotewohl: Auf dem Wege zu einem friedlichen, demokratischen und sozialistischen Deutschland. Deutscher Zentralverlag, Berlin.
- 6 Voltaire: Sämtliche Romane und Erzählungen. Band I und II. Dieterich’sche Verlagsbuchhandlung, Leipzig.
- 7 Elizabeth Cleghorn Gaskell: Cranford. Roman einer wunderlichen kleinen Stadt. Dieterich’sche Verlagsbuchhandlung, Leipzig.
- 8 W. I. Lenin: Die Dritte Internationale und ihr Platz in der Geschichte. Dietz Verlag, Berlin.
- 9 Gottfried Herold: Der Eselsjunge von Panayia. Dietz Verlag, Berlin.
- 10 Das Grundwissen des Ingenieurs. Fachbuchverlag, Leipzig.
- 11 Fritz Funke: Buchkunde. Otto Harrassowitz, Leipzig.
- 12 Arnold Zweig: Pont und Anna. Henschelverlag Kunst und Gesellschaft, Berlin.
- 13 Karlernst Ziem: Einen Bräutigam für Fräulein Maus. Märchen aus Burma. Illustriert von Werner Klemke. Alfred Holz Verlag, Berlin 1959.  (2. Auflage. 1960)
- 14 Jean Jacques Rousseau: Bekenntnisse. Insel-Verlag, Leipzig.
- 15 Wilhelm Busch: Drei Märchen. Insel-Verlag, Leipzig.
- 16 Honoré Daumier: Das Parlament der Julimonarchie. Insel-Verlag, Leipzig.
- 17 Kuan Liang: Gestalten und Szenen der Peking-Oper. Insel-Verlag, Leipzig.
- 18 Erwin Strittmatter: Pony Pedro. Illustriert von Hans Baltzer. Kinderbuchverlag Berlin 1959.  (16. Auflage 1978).
- 19 Jonathan Swift: Gullivers Reisen. Illustriert von Hans Baltzer. Kinderbuchverlag Berlin 1959.  (8. Auflage. 1973).
- 20 Miguel de Cervantes Saavedra: Don Quijote. Illustriert von Gerhard Goßmann. Kinderbuchverlag Berlin 1959.  (7. Auflage. 1973).
- 21 Franz Fühmann: Vom Moritz, der kein Schmutzkind mehr sein wollte. Illustriert von Ingeborg Friebel. Kinderbuchverlag Berlin 1959.  (8. Auflage. 1976).
- 22 Hans Baltzer: Hinterm Zirkuszelt. Verse von Nils Werner. Kinderbuchverlag Berlin 1959.  (2. Auflage 1969).
- 23 Komitee der Antifaschistischen Widerstandskämpfer Deutschlands (Hg.): Buchenwald. Kongreß-Verlag, Berlin.
- 24 Bruno Apitz: Nackt unter Wölfen. Mitteldeutscher Verlag, Halle/Saale.
- 25 Heinrich Zille. Vater der Straße. Das Neue Berlin.
- 26 Wolfgang Ullrich: Wo die Nashörner suhlen. Neumann Verlag Radebeul
- 27 Denis Diderot: Jakob und sein Herr. Rütten & Loening, Berlin.
- 28 Das Volk – das lacht. Rütten & Loening, Berlin.
- 29 Reise nach Egypten. Rütten & Loening, Berlin.
- 30 Inge Diersen: Untersuchungen zu Thomas Mann. Rütten & Loening, Berlin.
- 31 Beranger: Lieb war der König, oh-la-la! Rütten & Loening, Berlin.
- 32 No Pasaran! Rütten & Loening, Berlin.
- 33 Otto Grotewohl: Deutsche Demokratische Republik. Sachsenverlag, Dresden.
- 34 Albert Champdor: Die altägyptische Malerei. E. A. Seemann Buch- und Kunstverlag, Leipzig.
- 35 Norman Freehill: Where do you want to go to? China! What do you want to know? All about it! Seven Seas Publishers, Berlin.
- 36 Sportärztekollektiv: Traumatologie des Sports. Sportverlag, Berlin.
- 37 Leonid Solowjow: Die Schelmenstreiche des Nasreddin. Verlag Kultur und Fortschritt, Berlin.
- 38 Heinz Lüdecke: Albrecht Dürers Wanderjahre. Verlag der Kunst, Dresden.
- 39 Stefan Zweig u. a.: Frans Masereel. Verlag der Kunst, Dresden.
- 40 Willi Bredel: Für dich. Freiheit! Verlag des Ministeriums für Nationale Verteidigung, Berlin.
- 41 Fritz Cremer: Buchenwald. Studien. Verlag der Nation, Berlin.
- 42 Nächtliche Gesellschaft. Verlag Neues Leben, Berlin.
- 43 Vladimir Janda: Muskelfunktionsprüfung. Verlag Volk und Gesundheit, Berlin.
- 44 Nasim Hikmet: Gedichte. Verlag Volk und Welt, Berlin.
- 45 Hanna Heide Kraze: Weiß wird die Welt zur Ernte. Verlag Volk und Welt, Berlin.
- 46 Internationale Buchkunst-Ausstellung Leipzig 1959. Sekretariat der internationalen Buchkunstausstellung.
- 47 Wilhelm Busch: Zu guter letzt. Offizin Andersen Nexö, Leipzig.
- 48 Karl Marx und Friedrich Engels: Kommunistisches Manifest. Offizin Andersen Nexö, Leipzig.
- 49 Kalidasa: Der Wolkenbote (Meghaduta). Institut für Buchgestaltung, Leipzig.
- 50 Hölderlin: Auswahl der Gedichte. Privatdruck Oskar Zech, Leipzig.

- (Lobende Erwähnung ?) Sonja Walter: Zwischen 14 und 18. Ein Buch für junge Mädchen. Illustriert von Heinz Bormann. Verlag Neues Leben, Berlin 1959.  (10. überarb. Aufl. 1977).[3]

## 1961–1970 (Auswahl)

### 1961
- Fred Rodrian: Hirsch Heinrich. Kinderbuchverlag Berlin 1960. Illustriert von Werner Klemke

### 1962
- Johann Christian Günther: Gedichte und Studentenlieder. Verlag Philipp Reclam jun. Leipzig 1961. Illustriert von Werner Klemke

### 1963
- Geoffrey Chaucer: Canterbury Tales. Verlag Rütten & Loening 1963. Illustriert von Werner Klemke
- Jakob und Wilhelm Grimm: Die Kinder- und Hausmärchen der Brüder Grimm. Kinderbuchverlag Berlin 1963. Illustriert von Werner Klemke
- Paul Kanut Schäfer: Entdeckungsfahrt mit der Beagle. Kinderbuchverlag Berlin 1963. Illustriert von Gerhard Preuß
- Charles de Coster: Flämische Mären; Union-Verlag, Berlin, 1963

### 1965
- Carl Michael Bellmann: Fredmanns Episteln. Verlag Philipp Reclam jun. Leipzig. Illustriert von Werner Klemke
- Thomas Mann: Bekenntnisse des Hochstaplers Felix Krull. Aufbauverlag Berlin und Weimar. Illustriert von Werner Klemke

### 1967
- Charles Sorel: Wahrhaftige und lustige Historie vom Leben des Francion. Rütten & Loening Berlin 1967. Illustriert von Gerhard Preuß
- Joachim Kupsch: Das Buch Chons; Eulenspiegel Verlag, Berlin, 1967

## 1971

### Gesellschaftswissenschaftliche Literatur
- Peter Bachmann, Kurt Zeisler: Der deutsche Militarismus. Illustrierte Geschichte. Band I: Vom brandenburgisch-preußischen zum deutschen Militarismus. Militärverlag der DDR, Berlin
- Erich Honecker: Bericht des Zentralkomitees an den VIII. Parteitag der Sozialistischen Einheitspartei Deutschlands. Dietz Verlag Berlin.
- Internationale Buchkunst-Ausstellung Leipzig 1971 (Katalog). VEB Bibliographisches Institut Leipzig
- Albert Schweitzer – Ausgewählte Werke in fünf Bänden. Union Verlag (VOB), Berlin
- Jean Villain: Die großen 72 Tage. Ein Report über die Pariser Kommunarden. Verlag Volk und Welt/Verlag Kultur und Fortschritt, Berlin
- Wolodja, unser Bruder und Genosse. Erinnerungen der Geschwister W.I.Lenins. Dietz Verlag Berlin

### Naturwissenschaft und Technik
- Rosemarie Albrecht / Kurt Fendel: Otoskopische Diagnostik / Otoscopice Diagnosis Akademie-Verlag, Berlin
- Analytikum Methoden der analytischen Chemie und ihre theoretischen Grundlagen. VEB Deutscher Verlag für Grundstoffindustrie, Leipzig
- Operationsforschung/Mathematische Grundlagen, Methoden und Modelle. VEB Deutscher Verlag der Wissenschaften, Berlin
- Literature Data for IR, Raman, NMR Spectroscopy of Si, Ge, Sn and Pb Organic Compounds. VEB Deutscher Verlag der Wissenschaften, Berlin

### Allgemeine populärwissenschaftliche Literatur
- Siegfried Engels/Alois Nowak: Auf der Spur der Elemente. VEB Deutscher Verlag für Grundstoffindustrie, Leipzig
- Walter Krämer: Geheimnis der Ferne. Urania Verlag Leipzig . Jena . Berlin

### Reiseliteratur und Reportagen
- Hermann Kant/ Lothar Reher: In Stockholm. Verlag Volk und Welt / Kultur und Fortschritt, Berlin

### Atlanten, Lexika
- Lexikon der Kunst. Band II: G-Lh. VEB E.A. Seemann Buch- und Kunstverlag, Leipzig

### Fach- und Schulbücher
- Fachwissen des Ingenieurs. VEB Fachbuchverlag, Leipzig
- Albert Kapr: Schriftkunst/Geschichte, Anatomie und Schönheit der lateinischen Buchstaben. VEB Verlag der Kunst, Dresden
- Lesebuch Klasse 4. Volk und Wissen Volkseigener Verlag, Berlin
- Musik. Lehrbuch für Klasse 4. Volk und Wissen Volkseigener Verlag, Berlin
- Wolfgang Schwarz: Analogprogrammierung. VEB Fachbuchverlag, Leipzig
- Wissenspeicher Maschinenkunde der Datenverarbeitung. Verlag Die Wirtschaft, Berlin

### Belletristik
- L. Achim v. Arnim/Clemens Brentano: Des Knaben Wunderhorn. Eine Auswahl. Verlag der Nation, Berlin
- Jean Cocteau: Gedichte Stücke Prosa. Verlag Volk und Welt / Kultur und Fortschritt, Berlin
- Edition Neue Texte (Reihe). Aufbau-Verlag Berlin und Weimar
- John Galsworthy: Die dunkle Blume. Paul List Verlag, Leipzig
- Goethe: Der Mann von funfzig Jahren. Insel-Bücherei Nr. 921. Insel-Verlag Anton Kippenberg
- Werner Heiduczek: Mark Aurel oder ein Semester Zärtlichkeit. Verlag Neues Leben, Berlin
- Ich will euch was erzählen... Deutsche Kinderreime. Ausgewählt von Anne Gabrisch. Verlag Philipp Reclam jun., Leipzig
- Kudrun: Ein mittelalterliches Heldenepos. Aus dem Mittelhochdeutschen übertragen von Joachim Lindner. Verlag der Nation, Berlin
- Lothar Kusche: Die Patientenfibel. Eulenspiegel Verlag für Satire und Humor, Berlin
- Literatur 71. Almanach. Herausgegeben von Harald Korall. Mitteldeutscher Verlag, Halle/Saale
- Kito Lorenc: Kluće a puće. VEB Domowina-Verlag, Bautzen.
- Itzik Manger: Das Buch vom Paradies. Verlag Volk und Welt / Kultur und Fortschritt, Berlin
- Heinrich Mann: Fünf Novellen. Aufbau-Verlag Berlin und Weimar
- Joachim Nowotny: Sonntag unter Leuten. Mitteldeutscher Verlag, Halle/Saale
- Poesiealbum (Reihe). Verlag Neues Leben, Berlin
- Wem ich zu gefallen suche. Fabeln und Lieder der Aufklärung. Buchverlag Der Morgen, Berlin

### Kinder- und Jugendbücher
- Gottfried August Bürger: Wunderbare Reise zu Wasser und Lande, Feldzüge und lustige Abenteuer des Freiherrn von Münchhausen. Der Kinderbuchverlag, Berlin
- Reimar Gilsenbach: Rund um die Erde. Der Kinderbuchverlag, Berlin
- Maxim Gorki: Vom dummen Iwanuschka. Der Kinderbuchverlag, Berlin
- Kinderreime und Kinderlieder aus «Des Knaben Wunderhorn». Der Kinderbuchverlag, Berlin
- John Ronald R.Tolkien: Der kleine Hobbit. Der Kinderbuchverlag, Berlin

### Kunst- und Bildbände, bibliophile Ausgaben
- Jost Amman: Das Frauentrachtenbuch. Handkolorierte Faksimile-Ausgabe. Insel-Verlag Anton Kippenberg, Leipzig
- Atlas des Großen Kurfürsten. Faksimile-Ausgabe in 50%iger linearer Verkleinerung. Edition Leipzig, Leipzig
- figura Bilder zur Literatur (Katalog). Bearbeitet von Rudolf Mayer. VEB Verlag der Kunst, Dresden
- Gertrud Heider: Carl Blechen. VEB E.A. Seemann Buch- und Kunstverlag, Leipzig
- Harald Lange: Das Jahr des Weidmanns. Edition Leipzig, Leipzig
- Wolfgang Ullrich: Seltene Tiere stellen sich vor. Edition Leipzig, Leipzig
- Ernö Vajda: Visionen eines Botanikers. VEB Verlag der Kunst, Dresden
- Amicic Librorum. Herausgegeben von Wolfgang Polte. VEB Polygraph, Leipzig
- Deutsche Kunst der Dürer-Zeit (Katalog). Staatliche Kunstsammlungen, Dresden
- Ein kurzweilig Lesen vom Till Ulenspiegel.
- Lexikon der Kunst Band 2. E. A. Seemann, Leipzig (Illustrationen von Conrad Dumann)

### Musikalien
- Ernst Hermann Meyer: Lieder und Gesänge für eine Singstimme und Klavier: Band II. VEB Breitkopf & Härtel Musikverlag, Leipzig

### Lobende Erwähnung
- Richard Christ: Immer fehlt was. Verlag der Nation, Berlin
- Friedrich Ebel: Schöne und seltsame Welt der Orchideen. Edition Leipzig, Leipzig
- Pflanzen und Tiere. Ein Naturführer. Urania Verlag Leipzig . Jena . Berlin
- Maximilian Scheer: Liebste Angela, Erste unter Gleichen. Verlag der Nation, Berlin
- Waleri J. Brjussow: Schatten im Spiegel. Hochschule für Grafik und Buchkunst, Leipzig
- Vielfalt. 12 russische Gedichte aus der Sowjetunion. Hochschule für Grafik und Buchkunst, Leipzig

## 1972–1978 (Auswahl)

### 1972
- Ilse und Johannes Schneider: Die wundersamen Geschichten des Caesarius von Heidenheim; Union-Verlag Berlin, 1972
- Ernst Rohloff (Hrsg.): Die Quellenhandschriften zu Musiktraktat des Johannes de Grocheio; VEB Deutscher Verlag für Musik, Leipzig
- Jurij Brězan und Gerald Große: Lausitzer Impressionen; Domowina-Verlag Bautzen, 1972

- Wassili Nareshny: Der russische Gil Blas. Rütten & Loening Berlin 1972. Illustriert von Gerhard Preuß

### 1973
- Alan Marshall: Windgeflüster; Der Kinderbuchverlag Berlin, 1973

### 1974
- Bald bin ich ein Schulkind. Verlag Volk und Wissen Berlin 1973. Illustriert von Werner Klemke
- Unsere Fibel. Verlag Volk und Wissen Berlin 1974. Illustriert von Werner Klemke
- Ei der tausend zu Geschichten aus Des Knaben Wunderhorn. Illustriert von Christa Jahr
- Aron E. Kobrinski: Achtung Roboter! Urania Verlag Leipzig-Jena-Berlin 1974. Illustriert von Gerhard Preuß

### 1975
- Wir lernen Mathematik, Lehrbuch für Gehörlosenschulen Klasse 2. Verlag Volk und Wissen Berlin 1975. Illustriert von Gerhard Preuß

### 1976
- Berthold Blank: Wir lernen Mathematik. Verlag Volk und Wissen Berlin 1976. Einband und illustriert von Werner Klemke

### 1978
- Ehrende Anerkennung für Der scharlachrote Buchstabe von Nathaniel Hawthorne (Verlag Neues Leben Berlin), illustriert von Christa Jahr
- Wie der Vogel – so das Lied von Isolde Gardos (Domowina-Verlag Bautzen), illustriert von Christa Jahr

## 1979
- 1 August Bebel: Die Frau und der Sozialismus. Dietz Verlag, Berlin.
- 2 Ernst Thälmann. Eine Biographie. Dietz Verlag, Berlin.
- 3 Helmar Junghans: Wittenberg als Lutherstadt. Dietz Verlag, Berlin.
- 4 Andrew Thorndike: Die alte neue Welt. Urania-Verlag, Leipzig, Jena,  Berlin.
- 5 Harri Günther: Schöne Blütengehölze. Deutscher Landwirtschaftsverlag, Berlin.
- 6 Hans-Jürgen Rösler: Lehrbuch der Mineralogie. Deutscher Verlag für Grundstoffindustrie, Leipzig.
- 7 Werner Vogel: Glaschemie. Deutscher Verlag für Grundstoffindustrie, Leipzig.
- 8 Wolfgang Werner (Hg.): Ledertechnik. Fachbuchverlag, Leipzig.
- 9 Roland Brinsch, Siegfried Seifert: Zoofotografie. Fotokinoverlag, Leipzig.
- 10 Werner Degner, Hans-Christian Böttger: Handbuch Feinbearbeitung. Verlag Technik, Berlin.
- 11 Karl Sommer (Hrsg.): Der Mensch. Anatomie – Physiologie – Ontogenie. Illustriert von Hans Joachim Behrendt, Jutta Wolff. Volk und Wissen Verlag, Berlin 1979.
- 12 Wolfgang Rudolph: Die Hafenstadt. Edition Leipzig.
- 13 Udo Becher: Als die Züge fahren lernten. Aus den Kindertagen der Modellbahn. transpress Verlag für Verkehrswesen, Berlin.
- 14 Gerd Lange, Joachim Mörke: Wissenschaft im Interview. Urania-Verlag, Leipzig, Jena, Berlin.
- 15 Franz Robiller: Lebensräume. Urania-Verlag, Leipzig, Jena, Berlin.
- 16 Lexikon Städte und Wappen der DDR. Verlag Enzyklopädie, Leipzig.
- 17 Gottfried Bammes: Figürliches Gestalten. Volk und Wissen, Berlin.
- 18 Manfred Weise: Wir passen auf. Lehrbuch für Verkehrserziehung. Klasse 1–4 der Gehörlosenschulen. Illustrationen von Wolfgang Würfel. Volk und Wissen, Berlin.
- 19 Ingeborg Feustel: Tessi und die Eule Susu. Illustrationen von Eberhard und Elfriede Binder. Altberliner Verlag, Berlin.
- 20 Gerhard Holtz-Baumert: Sieben und dreimal sieben Geschichten. Illustrationen von Egbert Herfurth. Der Kinderbuchverlag, Berlin.
- 21 Benno Pludra: Tambari. Illustrationen von Gerhard Lahr. Der Kinderbuchverlag, Berlin.
- 22 Jutta und Harald Kirschner: Eine Pferdeferienfahrt. Verlag Junge Welt, Berlin.
- 23 Jurij Brězan: Der Brautschmuck und andere Erzählungen. Illustrationen von Renate Totzke-Israel. Verlag Neues Leben, Berlin.
- 24 Charles Dickens: Große Erwartungen. Illustrationen von Werner Klemke. Verlag Neues Leben, Berlin.
- 25 Tobias Smollett: Die Abenteuer Roderich Randoms. Verlag Neues Leben, Berlin.
- 26 Taschenbibliothek der Weltliteratur. 9 Titel. Aufbau-Verlag, Berlin und Weimar.
- 27 E. T. A. Hoffmann: Gesammelte Werke in Einzelausgaben. Aufbau-Verlag, Berlin und Weimar.
- 28 Theodor Gottlieb von Hippel: Über die Ehe. Buchverlag Der Morgen, Berlin.
- 29 Kurt Neheimer, Heinrich von Kleist: Der Mann, der Michael Kohlhaas wurde. Buchverlag Der Morgen, Berlin.
- 30 Jurij Brězan: Moja protyka. Illustrationen von Werner Schinko. Domowina-Verlag, Bautzen.
- 31 Rainer Kirsch: Reglindis. Eulenspiegel Verlag, Berlin.
- 32 Thomas Schleusing: Es war einmal … Märchen für Erwachsene. Eulenspiegel Verlag, Berlin.
- 33 Gerhard Branstner: Handbuch der Heiterkeit. Mitteldeutscher Verlag, Halle, Leipzig.
- 34 Georg Maurer: Immerwährender Dreistrophenkalender. Mitteldeutscher Verlag, Halle, Leipzig.
- 35 William Thackeray: Henry Esmond. Rütten & Loening, Berlin.
- 36 Ludwig Renn: Krieg. Illustrationen von Bernhard Heisig. Verlag Philipp Reclam jun., Leipzig.
- 37 Jannis Ritsos: Milos geschleift. Illustrationen von Giacomo Manzù. Verlag Philipp Reclam jun., Leipzig.
- 38 Peter Altenberg: Diogenes in Wien. 2 Bände. Verlag Volk und Welt, Berlin.
- 39 Wladimir Tendrjakow: Begegnungen mit Nofretete/Morast. 2 Bände. Verlag Volk und Welt, Berlin.
- 40 Deutsche Demokratische Republik. Bildband. F. A. Brockhaus Verlag, Leipzig.
- 41 Das dicke Effel-Buch. Eulenspiegel Verlag, Berlin.
- 42 Harald Olbrich: Sozialistische deutsche Karikatur 1848–1978. Eulenspiegel Verlag, Berlin.
- 43 Fritz Rudolf Fries, Lothar Reher: Erlebte Landschaft. Bilder aus Mecklenburg. Hinstorff Verlag, Rostock.
- 44 Regina Hickmann: Indische Albumblätter. Gustav Kiepenheuer Verlag, Leipzig, Weimar.
- 45 Günter Bersch, Rudolf Hempel: Soldatengesichter. Militärverlag der DDR, Berlin.
- 46 Boris Stawinski: Mittelasien. Kunst der Kuschan. E. A. Seemann Verlag, Leipzig.
- 47 Günter Feist: Hans Grundig. Verlag der Kunst, Dresden.
- 48 Erhard Frommhold: Klaus Wittkugel. Verlag der Kunst, Dresden.
- 49 Wolfgang Hütt: Grafik in der DDR. Verlag der Kunst, Dresden.
- 50 Alma Reed: José Clemente Orozco. Verlag der Kunst, Dresden.

## 1980
- 1 Afrika im Aufbruch. F. A. Brockhaus Verlag, Leipzig.
- 2 Das Sozialistengesetz 1878–1890. Dietz Verlag, Berlin.
- 3 Klaus Staeck. Die Gedanken sind frei. Plakate. Eulenspiegel Verlag, Berlin.
- 4 Wolfgang Schneider: Berlin. Eine Kulturgeschichte. Gustav Kiepenheuer Verlag, Weimar.
- 5 Helmut Eschwege: Die Synagoge in der deutschen Geschichte. Verlag der Kunst, Dresden.
- 6 Dietrich Demus, Lothar Richter: Textures of Liquid Crystals. Deutscher Verlag für Grundstoffindustrie, Leipzig.
- 7 Heiner Vollstädt, Rolf Baumgärtel: Edelsteine. Deutscher Verlag für Grundstoffindustrie, Leipzig.
- 8 Grimsehl. Lehrbuch der Physik. Band 2. Elektrizitätslehre. B. G. Teubner Verlagsgesellschaft, Leipzig.
- 9 W. Gnilke: Lebensdauerberechnung der Maschinenelemente. Verlag Technik, Berlin.
- 10 H.-J. Papke: Industrieprojektierung. Verlag Technik, Berlin.
- 11 Wiebke Walther: Die Frau im Islam. Edition Leipzig, Leipzig.
- 12 Zooführer. Illustrationen von Reiner Zieger. Urania-Verlag, Leipzig, Jena, Berlin.
- 13 Johannes Lehmann: Kurzweil durch Mathe. Urania-Verlag, Leipzig, Jena, Berlin.
- 14 Dietrich Mania, Adelhelm Dietzel: Begegnung mit dem Urmenschen. Urania-Verlag, Leipzig, Jena, Berlin.
- 15 Hans Dieter Schmidt, Evelyn Richter: Entwicklungswunder Mensch. Urania-Verlag, Leipzig–Jena–Berlin.
- 16 Astronomie 10. Volk und Wissen, Berlin. [Schulbuch für die Klasse 10]
- 17 Lehrbuchreihe „Wir sprechen russisch“. Klassen 6, 7, 8, 9. Volk und Wissen, Berlin.
- 18 Wissensspeicher Biologie. Illustrationen von Hans-Joachim Behrendt, Jutta Wolff. Volk und Wissen, Berlin. [Schulbuch]
- 19 Uwe Kant: Wie Janek eine Geschichte holen ging. Illustrationen von Egbert Herfurth. Der Kinderbuchverlag, Berlin.
- 20 Charles Perrault: Der kleine Däumling. Illustrationen von Klaus Ensikat. Der Kinderbuchverlag, Berlin.
- 21 Benno Pludra: Drinnen schläft die Zaubermaus. Illustrationen von Renate Totzke-Israel. Der Kinderbuchverlag, Berlin.
- 22 Wolf Spillner: Der Luftballon und die Warzenkröte. Illustrationen von Horst Hussel. Der Kinderbuchverlag, Berlin.
- 23 Carola Hendel: Warum? Weshalb? Wieso? Illustrationen von Hans Ticha. Verlag Junge Welt, Berlin.
- 24 Gottfried Herold: Landung auf dem Fußballplatz. Illustrationen von Gerhard Rappus. Verlag Neues Leben, Berlin
- 25 Fred Reinke: Zar Wasserwirbel fährt Trabant. Illustrationen von Volker Pfüller. Verlag Junge Welt, Berlin.
- 26 Ludwig Thoma: Lausbubengeschichten. Verlag Neues Leben, Berlin.
- 27 Georg Kaiser. Werke in drei Bänden. Aufbau-Verlag, Berlin und Weimar.
- 28 Heinrich von Kleist, Ernst Barlach: Michael Kohlhaas. Aufbau-Verlag, Berlin und Weimar.
- 29 Richard Pietraß: Notausgang. Gedichte. Aufbau-Verlag, Berlin und Weimar.
- 30 Gerhard Wolf: Heine in Berlin. Und grüß mich nicht Unter den Linden. Buchverlag Der Morgen, Berlin.
- 31 Eine fremde Frau und der Ehemann unterm Bett. Russische satirische Erzählungen. Herausgegeben von Margit Bräuer, illustriert von Christa Jahr. Eulenspiegel Verlag, Berlin.
- 32 Dieter Mucke: Laterna Magica. Eulenspiegel Verlag, Berlin.
- 33 Dieter Mucke: Die Sorgen des Teufels. Eulenspiegel Verlag, Berlin.
- 34 Hans Bauer: Rätsel der Weltliteratur. Koehler & Amelang, Leipzig.
- 35 Reihenausstattung „Kleine Edition“. Mitteldeutscher Verlag, Halle, Leipzig.
- 36 Gotthold Ephraim Lessing: Der Rangstreit der Tiere. Verlag der Nation, Berlin.
- 37 Józef Weyssenhoff: Die vornehme Welt. Verlag der Nation, Berlin.
- 38 Ein Ding von Schönheit ist ein Glück auf immer. Gedichte der englischen und schottischen Romantik. Verlag Philipp Reclam jun., Leipzig.
- 39 Peter Weiss: Abschied von den Eltern. Verlag Philipp Reclam jun., Leipzig.
- 40 Horst Büttner, Günter Meißner: Bürgerhäuser in Europa. Edition Leipzig, Leipzig.
- 41 Willi Geismeier: Biedermeier. E. A. Seemann Verlag, Leipzig.
- 42 Gerhard R. Meyer, Gerhard Murza: Berlin Museumsinsel. E. A. Seemann Verlag, Leipzig.
- 43 A. M. Belenzki: Mittelasien. Kunst der Sogden. E. A. Seemann Verlag, Leipzig.
- 44 Chorin. St. Benno Verlag, Leipzig.
- 45 Walter Womacka. Verlag der Kunst, Dresden.
- 46 Fritz Löffler: Josef Hegenbarth. Verlag der Kunst, Dresden.

## 1981
- 1 Johannes Forner (Hg.): Die Gewandhauskonzerte zu Leipzig 1781–1981. Deutscher Verlag für Musik, Leipzig.
- 2 Alexander Abusch: Der Deckname. Dietz Verlag, Berlin.
- 3 Iwan Papanin: Eis und Flamme. Dietz Verlag, Berlin.
- 4 500 Jahre Buchstadt Leipzig. Fachbuchverlag, Leipzig.
- 5 Heinrich Müller, Hartmut Kölling: Europäische Hieb und Stichwaffen. Militärverlag der DDR, Berlin.
- 6 Heinz Bergschicker: Deutsche Chronik 1933–1945. Verlag der Nation, Berlin.
- 7 Lehrbuch der technischen Chemie. Deutscher Verlag für Grundstoffindustrie, Leipzig.
- 8 Eugen-Georg Woschni: Informationstechnik. Verlag Technik, Berlin.
- 9 Jugendlexikon Biologie. Bibliographisches Institut, Leipzig.
- 10 Anne Braun: Historische Zielscheiben. Edition Leipzig.
- 11 Rudolf Daber, Jochen Helms: Fossile Schätze. Edition Leipzig.
- 12 Heiner Vogel: Bilderbogen und Würfelspiel. Edition Leipzig.
- 13 Atlas Deutsche Demokratische Republik. Hermann Haack, Gotha.
- 14 Horst Füller: Das Bild der modernen Biologie. Illustrationen von Lutz E. Müller. Urania-Verlag, Leipzig.
- 15 Wir lernen Heimatkunde 1. Illustrationen von Renate Totzke-Israel. Volk und Wissen, Berlin.
- 16 Paul Nedo: Der starke Knecht. Illustrationen von Jutta Mirtschin. Domowina-Verlag, Bautzen.
- 17 Eberhard und Elfriede Binder: Der rote Robert. Der Kinderbuchverlag, Berlin.
- 18 Peter Hacks, Klaus Ensikat: Jules Ratte. Der Kinderbuchverlag, Berlin.
- 19 Hannes Hüttner, Thomas Schleusing: Meine Mutter, das Huhn. Der Kinderbuchverlag, Berlin.
- 20 Benno Pludra, Siegfried Linke: Wie die Windmühle zu den Wolken flog. Der Kinderbuchverlag, Berlin.
- 21 Nikolai Dementjew: Ein Blockadetag. Illustrationen von Jörn Hennig. Verlag Neues Leben, Berlin.
- 22 E. T. A. Hoffmann: Der unheimliche Gast. Illustrationen von Carl Hoffmann. Verlag Neues Leben, Berlin.
- 23 Leo Tolstoi: Auferstehung. Illustrationen von Gerhard Goßmann. Verlag Neues Leben, Berlin.
- 24 Nikolai Gogol: Die toten Seelen. Keramiken von Anatoli Kaplan. Aufbau-Verlag, Berlin und Weimar.
- 25 Scholem Alejchem, Anatoli Kaplan: Schir-ha-Schirim. Lied der Lieder. Buchverlag Der Morgen, Berlin.
- 26 Jan Sobieski: Briefe an die Königin. Buchverlag Der Morgen, Berlin.
- 27 Der Weisheit letzter Schuß. Aphorismen. Illustrationen von Egbert Herfurth. Eulenspiegel Verlag, Berlin.
- 28 Michael von Jung: Hier stellt sich unseren Tränenblicken ein fürchterliches Schauspiel dar. Grablieder. Illustrationen von Jiří Šalamoun. Eulenspiegel Verlag, Berlin.
- 29 Stefan Zweig: Balzac. Insel-Verlag Anton Kippenberg, Leipzig.
- 30 Reihe Gustav Kiepenheuer Bücherei. Gustav Kiepenheuer Verlag, Leipzig.
- 31 Erik Neutsch: Forster in Paris. Mitteldeutscher Verlag, Halle, Leipzig.
- 32 Manfred Streubel: Wachsende Ringe. Illustrationen von Hans Georg Anniès. Mitteldeutscher Verlag, Halle, Leipzig.
- 33 Nikolai Gogol: Taras Bulba. Verlag der Nation, Berlin.
- 34 Paß auf! Hier kommt Grosz. Bilder, Rhythmen und Gesänge 1918. Verlag Philipp Reclam jun., Leipzig.
- 35 Tô Hoài: Abenteuer und Heldentaten des ruhmreichen Grashüpfers Men. Illustrationen von Dieter Heidenreich. Verlag Volk und Welt, Berlin.
- 36 Harald Brost / Laurenz Demps: Berlin wird Weltstadt. Photographien von F. Albert Schwartz. Edition Leipzig.
- 37 Reinhard Peesch: Ornamentik der Volkskunst in Europa. Edition Leipzig.
- 38 Stundenbuch Ludwigs von Orleans. Edition Leipzig.
- 39 Ronald Searle: Von Katzen und anderen Menschen. Eulenspiegel Verlag, Berlin.
- 40 Renate Seydel, Allan Hagedorff (Hg.): Asta Nielsen. Henschelverlag Kunst und Gesellschaft, Berlin.
- 41 Die Weigel. Fotos von Vera Tenschert. Henschelverlag Kunst und Gesellschaft, Berlin.
- 42 Wolfgang Hütt: Adolph Menzel. E. A. Seemann Buch- und Kunstverlag, Leipzig.
- 43 Helmut Scherf, Jürgen Karpinski: Thüringer Porzellan. Verlag der Kunst, Dresden.
- 44 Magdalena George: Max Schwimmer. Verlag der Kunst, Dresden. Erfasst aus den Originalkatalogen.

## 1982
- 1 Erich Honecker: Aus meinem Leben. Dietz Verlag, Berlin.
- 2 Mexiko. Fotografien von Sonja und Gert Wunderlich. F. A. Brockhaus Verlag, Leipzig.
- 3 Rolf Sonnemann, Eberhard Wächtler: Johann Friedrich Böttger. Die Erfindung des europäischen Porzellans. Edition Leipzig.
- 4 Albert Kapr: Schrift- und Buchkunst. Fachbuchverlag, Leipzig.
- 5 Karl Friedrich Schinkel. Eine Ausstellung aus der Deutschen Demokratischen Republik. Henschelverlag, Berlin.
- 6 Fritz Löffler: Das alte Dresden. E. A. Seemann Verlag, Leipzig.
- 7 G. Ch. Schachnasarow: Die Zukunft der Menschheit. Urania-Verlag, Leipzig  Jena  Berlin.
- 8 Ulrich Israel, Jürgen Gebauer: Segelkriegsschiffe. Militärverlag der DDR, Berlin.
- 9 Peter Büchner: Stromrichter-Netzrückwirkungen und ihre Beherrschbarkeit. Deutscher Verlag für Grundstoffindustrie, Leipzig.
- 10 Autorenkollektiv: Grundlagen für die Berechnung von Tagebauen. Braunkohle, Kiessand, Ton, Naturstein. Deutscher Verlag für Grundstoffindustrie, Leipzig.
- 11 T. J. Chung: Finite Elemente in der Strömungstechnik. Fachbuchverlag, Leipzig.
- 12 Friedrich Schöner: Spitzen. Fachbuchverlag, Leipzig.
- 13 Gerhard Wunsch, Helmut Schreiber: Digitale Systeme. Grundlagen. Verlag Technik, Berlin.
- 14 Harald Lange: Nationalpark Hortobágy. F. A. Brockhaus Verlag, Leipzig.
- 15 Sonnfried Streicher: Fabelwesen des Meeres. Hinstorff Verlag, Rostock.
- 16 Rudolph Weinhold: Ton in vielerlei Gestalt. Eine Kulturgeschichte der Keramik. Edition Leipzig.
- 17 Matthias Freude: Tiere bauen. Illustrationen von Gerd Ohnesorge. Urania-Verlag, Leipzig Jena Berlin.
- 18 Manfred Quaas: Projekt Atlantis. Die Zukunft des Meeres. Illustrationen von Eberhard und Elfriede Binder. Urania-Verlag, Leipzig  Jena  Berlin.
- 19 Autorenkollektiv: Geschichte in Übersichten. Volk und Wissen, Berlin. [Schulbuch]
- 20 Annina Hartung: Unser Liederbuch für Hilfsschulen Klassen 5 und 6. Illustrationen von Hans Ticha. Volk und Wissen, Berlin.
- 21 Alfred Könner: Das gezähmte Feuer. Illustrationen von Eberhard und Elfriede Binder. Altberliner Verlag, Berlin.
- 22 Charles Dickens: Ferienmärchen. Illustrationen von Renate Totzke-Israel. Der Kinderbuchverlag, Berlin.
- 23 Der leuchtende Baum. Weihnachtsgeschichten aus aller Welt. Illustrationen von Eberhard Binder. Der Kinderbuchverlag, Berlin.
- 24 Marianne Schulz: Verstecke sich, wer kann. Illustrationen von Johannes K. G. Niedlich. Der Kinderbuchverlag, Berlin.
- 25 Wolf Spillner: Die Baumräuber. Illustrationen von Albrecht von Bodecker. Der Kinderbuchverlag, Berlin.
- 26 Gottfried Herold: Die Maus Susanne. Illustrationen von Gerhard Rappus. Verlag Junge Welt, Berlin.
- 27 Birgit Scheps: Der Baum der Wunder. Illustrationen von Erdmut Oelschlaeger. Verlag Junge Welt, Berlin.
- 28 Wolfgang Landgraf: Martin Luther. Verlag Neues Leben, Berlin.
- 29 Joseph Conrad: Der schwarze Steuermann und andere Erzählungen. Illustrationen von Dieter Schmidt. Verlag Neues Leben, Berlin.
- 30 Dieter Mucke, Egbert Herfurth: Die Erfindung. Postreiter-Verlag, Halle.
- 31 Johann Wolfgang Goethe: Maximen und Reflexionen. Aufbau-Verlag, Berlin und Weimar.
- 32 Thomas Nashe: Der glücklose Reisende oder Das Leben des Jack Wilton. Aufbau-Verlag, Berlin und Weimar.
- 33 Václav Cibula: Prager Sagen. Rütten & Loening, Berlin.
- 34 Fritz-Jochen Kopka, Martin Stephan: Das erste Haus am Platz. Hotelgeschichten. Eulenspiegel Verlag, Berlin.
- 35 Walter Püschel, František Černý: Jungfer Lotty und andere tschechische Chansons. Illustrationen von Adolf Born. Eulenspiegel Verlag, Berlin.
- 36 Hansgeorg Stengel: Stengelsextrakt. Eulenspiegel Verlag, Berlin.
- 37 Muslih ad-Din Sa’di: Der Rosengarten. Gustav Kiepenheuer Verlag, Leipzig und Weimar.
- 38 Johann Wolfgang Goethe: Reineke Fuchs. Illustrationen von Wilhelm Kaulbach. Verlag der Nation, Berlin.
- 39 Das Nibelungenlied. Illustrationen von Ernst Barlach. Verlag der Nation, Berlin.
- 40 Johann Wolfgang Goethe: Faust I und II. Illustrationen von Bernhard Heisig (Faust I) und Max Beckmann (Faust II). Verlag Philipp Reclam jun., Leipzig.
- 41 Michail Bulgakow: Der Meister und Margarita. Verlag Volk und Welt, Berlin.
- 42 Günter Schulze (Hg.): Pfeffernüsse aus den Werken von Doktor Martin Luther. Illustrationen von Hans-Joachim Behrendt. Volk und Wissen, Berlin.
- 43 Adolf Oberländer: Die tanzende Dampfmaschine. Eulenspiegel Verlag, Berlin.
- 44 Neil Hollander, Harald Mertes: Solange sie noch segeln. Die letzten Arbeitssegler. transpress Verlag für Verkehrswesen, Berlin.
- 45 Illuminierte Holzschnitte der Luther-Bibel von 1534. Union Verlag, Berlin.
- 46 Karl Max Kober: Bernhard Heisig. Verlag der Kunst, Dresden.
- 47 Kurt Milde: Neorenaissance in der deutschen Architektur. Verlag der Kunst, Dresden.
- 48 S. O. Chan-Magomedow: Pioniere der sowjetischen Architektur. Verlag der Kunst, Dresden.
- 49 Christina Schaber (Hg.): Goethe in Leipzig. Insel-Verlag Anton Kippenberg, Leipzig.

## 1983
- 1 Wladimir Bontsch-Brujewitsch: Auf Kampfposten in der Revolution. Dietz Verlag, Berlin.
- 2 Helmut Franck: Jugendstil-Exlibris. Edition Leipzig.
- 3 Dieter Nadolski: Altes Gebrauchszinn. Edition Leipzig.
- 4 Karin und Giorgos Aridas (Hg.): Freiheit oder Tod. Über den Kampf der Griechen gegen die türkische Fremdherrschaft 1821 bis 1830. Gustav Kiepenheuer Verlag, Leipzig und Weimar.
- 5 Reinhold Müller / Manfred Lachmann: Militärhistorische Miniaturen. Militärverlag der DDR, Berlin.
- 6 Allgemeines Künstlerlexikon. Band I. E. A. Seemann Verlag, Leipzig.
- 7 Jutta Körner: Hebräische Studiengrammatik. Verlag Enzyklopädie, Leipzig.
- 8 Autorenkollektiv: Kunsterziehung im Kindergarten. Fotos von Klaus Fischer. Illustrationen von Winfried Turnhofer. Volk und Wissen, Berlin.
- 9 Autorenkollektiv: Kristallisation aus Schmelzen. Deutscher Verlag für Grundstoffindustrie, Leipzig.
- 10 Autorenkollektiv: Tabellenbuch für Rohrverbraucher. Deutscher Verlag für Grundstoffindustrie, Leipzig.
- 11 Gisela Härtler: Statistische Methoden für die Zuverlässigkeitsanalyse. Verlag Technik, Berlin.
- 12 Harald Lange: Tierfotografie. Fotokinoverlag, Leipzig.
- 13 Harald Lange: Kamerapirsch durch afrikanische Lebensräume. F. A. Brockhaus Verlag, Leipzig.
- 14 Wolfgang Joost (Hg.): Die wundersamen Reisen des Caspar Schmalkalden nach West- und Ostindien 1642–1652. F. A. Brockhaus Verlag, Leipzig.
- 15 Johannes Just: Meißener Jugendstilporzellan. Edition Leipzig.
- 16 Martin Luther: Tischreden. Illustrationen von Henry Büttner. Union Verlag, Berlin.
- 17 Erich Donnert: Das Kiewer Rußland. Urania-Verlag, Leipzig Jena Berlin.
- 18 Physik Lehrbuch für Klasse 6. Volk und Wissen, Berlin
- 19 Theodor Storm: Der kleine Häwelmann. Illustrationen von Hans Ticha. Volk und Wissen, Berlin.
- 20 Ja kocor Stani. Illustrationen von Uwe Häntsch. Domowina-Verlag, Bautzen.
- 21 Thomas Schleusing: Verrückte Kiste. Der Kinderbuchverlag, Berlin.
- 22 Irene Henselmann: Ein Dach über dem Kopf. Von alten und neuen Häusern. Illustrationen von Klaus Segner. Verlag Junge Welt, Berlin.
- 23 Rainer Kirsch: Heute ist verkehrte Welt. Illustrationen von Hans Ticha. Verlag Junge Welt, Berlin.
- 24 Regina Hänsel (Hg.): Von kühnen Räubern und Rebellen. Illustrationen von Klaus Ensikat. Verlag Neues Leben, Berlin.
- 25 Jonathan Swift: Gullivers Reisen. Illustrationen von Eberhard Binder. Verlag Neues Leben, Berlin
- 26 Marja-Leena Mikkola: Amalia die Bärin. Illustrationen von Ingrid Goltzsche. Verlag Volk und Welt, Berlin.
- 27 Lothar Walsdorf: Im gläsernen Licht der Frühe. Illustrationen von Johannes Karl G. Niedlich. Aufbau-Verlag, Berlin und Weimar.
- 28 Friedrich Huch: Träume – Neue Träume. Illustrationen von Ernst Lewinger. Buchverlag Der Morgen, Berlin.
- 29 Heinrich von Kleist: Penthesilea. Illustrationen von Gabriele Koerbl. Buchverlag Der Morgen, Berlin.
- 30 Denkwürdigkeiten aus dem Leben des Herrn Voltaire. Eulenspiegel Verlag, Berlin.
- 31 Arwed Bouvier / Jürgen Borchert (Hg.): Die Ziege als Säugamme und andere Ergötzlichkeiten aus dem Bücherschrank eines alten Arztes. Eulenspiegel Verlag, Berlin.
- 32 Giacomo Casanova: Geschichte meines Lebens. 2 Bände. Gustav Kiepenheuer Verlag, Leipzig und Weimar.
- 33 Omar Chajjâm: Durchblättert ist des Lebens Buch. Illustrationen von Rolf Xago Schröder. Rütten & Loening, Berlin.
- 34 Marie von Ebner-Eschenbach: Die Freiherren von Gemperlein. Illustrationen von Gerhard Oschatz. Verlag der Nation, Berlin.
- 35 Ludwig Tieck: Merkwürdige Lebensgeschichte Sr. Majestät Abraham Tonelli. Illustrationen von Ruth Knorr. Verlag der Nation, Berlin.
- 36 Vogelbühne. Gedichte im Dialog. Illustrationen von verschiedenen Künstlern. Verlag der Nation, Berlin.
- 37 HAP Grieshaber: Botschaften • Zeitzeichen. Verlag Philipp Reclam jun., Leipzig.
- 38 Victor Hugo: Die Elenden. 3 Bände. Verlag Volk und Welt, Berlin.
- 39 Jewgeni Jewtuschenko: Mutter und die Neutronenbombe. Verlag der Nation, Berlin.
- 40 Juri Trifonow: Ausgewählte Werke. 4 Bände. Verlag Volk und Welt, Berlin.
- 41 Georg Brühl: Herwarth Walden und „Der Sturm“. Edition Leipzig.
- 42 Hans Joachim Neidhardt: Dresden – wie es Maler sahen. Edition Leipzig.
- 43 Jiří Šalamoun: Das große pythagoreische Eisenbahnunglück. Eulenspiegel Verlag, Berlin.
- 44 Roland Berger, Dietmar Winkler: Zirkusbilder. Henschelverlag Kunst und Gesellschaft, Berlin.
- 45 Hans-Joachim Kadatz, Gerhard Murza: Georg Wenzeslaus von Knobelsdorff. Baumeister Friedrichs II. E. A. Seemann Verlag, Leipzig.
- 46 Ernst Ullmann: Raffael. E. A. Seemann Verlag, Leipzig.
- 47 Wilhelm Fraenger: Matthias Grünewald. Verlag der Kunst, Dresden.
- 48 Ingo Sandner: Hans Hesse. Ein Maler der Spätgotik in Sachsen. Verlag der Kunst, Dresden.
- 49 Denis Diderot: Die geschwätzigen Kleinode. 2 Bände. Gustav Kiepenheuer Verlag, Leipzig und Weimar.
- 50 DasHohe Lied Salomo. Sammlung althebräischer Liebes- und Hochzeitslyrik in der Übersetzung von Martin Luther. Illustrationen von Axel Bertram. Verlag der Nation, Berlin.

## 1984
- 1 Heinz Heitzer, Günther Schmerbach: Illustrierte Geschichte der Deutschen Demokratischen Republik. Dietz Verlag, Berlin.
- 2 Institut für Marxismus-Leninismus beim ZK der SED: Die Kommunistische Internationale. Dietz Verlag, Berlin.
- 3 Programm der Sozialistischen Einheitspartei Deutschlands. Dietz Verlag, Berlin.
- 4 Heinrich Müller, Fritz Kunter: Europäische Helme aus der Sammlung des Museums für Deutsche Geschichte. Militärverlag der DDR, Berlin.
- 5 Manfred Bachmann: Holzspielzeug aus dem Erzgebirge. Verlag der Kunst, Dresden.
- 6 Neues Bauen. Neues Gestalten. Das Neue Frankfurt. die neue stadt. Eine Zeitschrift zwischen 1926 und 1933. Verlag der Kunst, Dresden.
- 7 Gert Schubert: Aufbereitung metallischer Sekundärrohstoffe. Illustrationen von Renate Schiwek. Deutscher Verlag für Grundstoffindustrie, Leipzig.
- 8 Lexikon der Terraristik und Herpetologie. Illustrationen von Britta Matthies, Traudl Schneehagen. Edition Leipzig.
- 9 Fachlexikon Meßtechnik. Illustrationen von Marianne Rech, Gertrud Kohl. Deutscher Verlag für Grundstoffindustrie, Leipzig.
- 10 Dietmar Schreier: Synthetische Holografie. Illustrationen von Marianne Rech. Fachbuchverlag, Leipzig.
- 11 Wissensspeicher Holztechnik. Grundlagen. Fachbuchverlag, Leipzig.
- 12 Gerhard Wunsch, Helmut Schreiber: Stochastische Systeme. Grundlagen. Verlag Technik, Berlin.
- 13 Lutz Libert: Von Tabak, Dosen und Pfeifen. Edition Leipzig.
- 14 Hans-Peter Dörfler, Gerhard Roselt: Heilpflanzen gestern und heute. Illustrationen von Ruth und Heinz Weber. Urania-Verlag, Leipzig, Jena, Berlin.
- 15 Manfred Oppermann: Thraker zwischen Karpatenbogen und Ägäis. Urania-Verlag, Leipzig, Jena, Berlin.
- 16 Rüdiger Thiele: Die gefesselte Zeit. Fotos von Albrecht Körner. Illustrationen von Gerhard Pippig. Urania-Verlag, Leipzig¡ Jena, Berlin.
- 17 Unsere deutsche Fibel. Lehrbuch für den Deutschunterricht an sorbischen Oberschulen. Klasse I. Illustrationen von Egbert Herfurth. Domowina-Verlag, Bautzen.
- 18 Mathematik-Lehrbuch für Klasse I. Illustrationen von Manfred Bofinger und Karl-Heinz Wieland. Volk und Wissen, Berlin
- 19 Jacob und Wilhelm Grimm: Der süße Brei. Illustrationen von Rainer Sacher. Altberliner Verlag, Berlin.
- 20 Peter Abraham: Weshalb bekommt man eine Ohrfeige? Illustrationen von Gertrud Zucker. Der Kinderbuchverlag, Berlin.
- 21 Horst Seeger (Hg.): Die große Liedertruhe. Illustrationen von Egbert Herfurth. Der Kinderbuchverlag, Berlin.
- 22 James Krüss (Hg.): Von dazumal bis heutzutage. Deutsche Geschichten und Verse. Ein Hausbuch. Illustrationen von Eberhard Binder. Der Kinderbuchverlag, Berlin.
- 23 Hannes Hüttner: Das große Benimm-Buch. Illustrationen von Egbert Herfurth. Verlag Junge Welt, Berlin.
- 24 Werner Lindemann: Tausendfuß. Illustrationen von Albrecht von Bodecker. Verlag Junge Welt, Berlin.
- 25 Jaroslav Hašek: Abstinenzler-Silvester und andere vergnügliche Geschichten. Illustrationen von Eberhard Binder. Verlag Neues Leben, Berlin.
- 26 Polnische Märchen. Illustrationen von Jutta Mirtschin. Verlag Neues Leben, Berlin.
- 27 Iwan Turgenjew: Fünf Erzählungen. 5 Bände. Illustrationen von Gerhard Rappus u. a. Aufbau-Verlag, Berlin und Weimar.
- 28 Christoph Martin Wieland: Das Hexameron von Rosenhain. Illustrationen von Peter Nagengast. Aufbau-Verlag, Berlin und Weimar.
- 29 Ambrose Bierce: Des Teufels kleines Wörterbuch. Illustrationen von Karl-Georg Hirsch. Eulenspiegel Verlag, Berlin.
- 30 Eine Braut kommt nach Yellow Sky. Amerikanische satirische & humoristische Erzählungen. Illustrationen von Klaus Ensikat. Eulenspiegel Verlag, Berlin.
- 31 Zähl die heitren Stunden nur. Sinnsprüche au Sonnenuhren. Illustrationen von Rudolf Peschel. Eulenspiegel Verlag, Berlin.
- 32 Franz Fühmann: Kirke und Odysseus / Wieland Förster: Liebespaare. Hinstorff Verlag, Rostock.
- 33 Johann Karl Wezel: Kakerlak. Illustrationen von Johannes Karl G. Niedlich. Rütten & Loening, Berlin.
- 34 Joseph von Eichendorff: Wanderlieder. Illustrationen von Renate Totzke-Israel. Verlag der Nation, Berlin.
- 35 Christian Fürchtegott Gellert: Ein Ding mag noch so närrisch sein. Illustrationen von Günter Hofmann. Verlag der Nation, Berlin.
- 36 Volker Braun: Guevara oder Der Sonnenstaat. Illustrationen von HAP Grieshaber. Verlag Philipp Reclam jun., Leipzig.
- 37 Christa Wolf: Kassandra. Illustrationen von Nuria Quevedo. Verlag Philipp Reclam jun., Leipzig.
- 38 Alexander Grin: Der Rattenfänger. Illustrationen von Albrecht von Bodecker. Verlag Volk und Welt, Berlin.
- 39 Jiří Marek: Der Stern Sirius. Verlag Volk und Welt, Berlin.
- 40 Karol Kállay / David Fischer: Los Angeles. F. A. Brockhaus Verlag, Leipzig.
- 41 Renate und Roger Rössing / Wolfgang U. Schütte: Leipzig in Farbe. F. A. Brockhaus Verlag, Leipzig.
- 42 Horst Jähner: Künstlergruppe Brücke. Henschelverlag Kunst und Gesellschaft, Berlin.
- 43 Renate Seydel: Marlene Dietrich. Henschelverlag Kunst und Gesellschaft, Berlin.
- 44 Ferdinand Anton: Altindianische Textilkunst aus Peru. E. A. Seemann Verlag, Leipzig.
- 45 Chup Friemert: Die Gläserne Arche. Kristallpalast London 1851 und 1854. Verlag der Kunst, Dresden.
- 46  Wili Geismeier: Die Malerei der Romantiker. Verlag der Kunst, Dresden
- 47 Lukian: Hetärengespräche. Mit Illustrationen von Inge Jastram. Eulenspiegel-Verlag, Berlin
- 48 Martin Luther: Das Neue Testament Deutsch. Evangelische Haupt-Bibelgesellschaft zu Berlin und Altenburg
- 49 Max Beckmann: Ebbi. Verlag Philipp Reclam jun., Leipzig
- 50 Das große Brecht-Liederbuch. Henschelverlag Kunst und Gesellschaft, Berlin

Ehrende Anerkennung für
- Franz Kafka: Die Verwandlung und andere Tiergeschichten, illustriert von Christa Jahr. Buchverlag Der Morgen
- Ludwig Richter: Ein Prager Sherlock Holmes, illustriert von Christa Jahr. Verlag der Nation Berlin

## 1986 (Auswahl)
- Bergmannssagen aus dem Erzgebirge von Dietmar Werner, Eberhard Neubert und Christa Jahr (VEB Deutscher Verlag für Grundstoffindustrie, Leipzig 1985), illustriert von Christa Jahr